# Erick Neal
Erick Neal (nacido el 15 de marzo de 1995 en Dallas, Texas, Estados Unidos), es un jugador de baloncesto estadounidense que juega en las filas del Fethiye Belediyespor de la Basketbol Süper Ligi. Con 1.78 metros de estatura, juega en la posición de escolta. 

## Trayectoria
Formado durante cuatro temporadas en Texas-Arlington Mavericks y tras no ser drafteado en 2018, firma por el Yeni Mamak Spor Klubu de la segunda división de Turquía con el que disputa 25 partidos en los que promedia 16,40 puntos de media.
El 27 de julio de 2019, firmó por el Fethiye Belediyespor de la segunda división de Turquía. Al término de la temporada 2019-20 lograría el ascenso a la Basketbol Süper Ligi, siendo un jugador clave en el que disputa 23 partidos y promedia 17,91 puntos.
En la temporada 2020-21, forma parte del Fethiye Belediyespor en la Basketbol Süper Ligi.